# Russkaja simfonija
Russkaja simfonija (russisk: Русская симфония) er en russisk spillefilm fra 1994 af Konstantin Lopusjanskij.

## Medvirkende
- Viktor Mikhajlov som Ivan Sergejevitj Mazajev
- Aleksandr Ilin som Sanja
- Kira Krejlis-Petrova som Valentina Ivanovna Mazdukhina
- Valentina Kovel som Semjonovna
- Mikhail Khrabrov